# Martín Távara
Gerald Martín Távara Mogollón, couramment appelé Martín Távara ou Gerald Távara, né le 25 mars 1999 à Sullana au nord du Pérou, est un footballeur péruvien jouant au poste de milieu de terrain.

## Biographie

### Carrière en club
Formé au Sporting Cristal, Martín Tavara y fait son apparition en 1re division péruvienne le 30 octobre 2016 face au Real Garcilaso (aujourd'hui Cusco FC). Champion du Pérou en 2016, il est successivement prêté entre 2017 et 2018 à l'UTC de Cajamarca et au Sport Rosario de Huaraz, faute de temps de jeu. 
De retour au Sporting Cristal, il s'octroie un deuxième championnat en 2020 et dispute cinq éditions de la Copa Libertadores (21 matchs en tout, un but marqué).

### Carrière en équipe nationale
Martín Távara se distingue avec les U15 du Pérou, équipe qui remporte la médaille d'or aux Jeux olympiques de la jeunesse à Nankin en 2014.
Passé par les équipes U17 et U20 de son pays, il est international A depuis 2021, disputant notamment deux matchs de la Copa América 2021 au Brésil.

## Palmarès
| Sporting Cristal - Championnat du Pérou (3) : - Champion : 2016, 2018 et 2020. - Copa Bicentenario (1) : - Vainqueur : 2021. - Torneo de Verano (1) : - Vainqueur : 2018. |  | Pérou U15 - Jeux olympiques de la jeunesse (1) : - Vainqueur : 2014. |